# Matěj Ryneš
Matěj Ryneš (Tiflis, 30 de mayo de 2001) es un futbolista checo que juega en la demarcación de centrocampista para el AC Sparta Praga de la Liga Premier de Ucrania.

## Selección nacional
Tras jugar en las categorías inferiores de la selección finalmente el 7 de septiembre de 2024 hizo su debut con la selección de República Checa en un partido de la Liga de Naciones de la UEFA 2024-25 contra Georgia que finalizó con un resultado de 4-1 a favor del combinado georgiano tras los goles de Khvicha Kvaratskhelia, Giorgi Chakvetadze, Georges Mikautadze y Giorgi Kochorashvili para Georgia, y de Lukáš Kalvach para República Checa.

## Clubes
| Club                       | País            | Año       | Partidos | Goles |
| -------------------------- | --------------- | --------- | -------- | ----- |
| AC Sparta Praga II         | República Checa | 2021-2022 | 23       | 4     |
| AC Sparta Praga            | República Checa | 2022      | 5        | 0     |
| FC Hradec Králové (cedido) | República Checa | 2022-2023 | 27       | 3     |
| AC Sparta Praga II         | República Checa | 2023      | 1        | 0     |
| AC Sparta Praga            | República Checa | 2023-     | 75       | 3     |

## Palmarés

### Títulos nacionales
| Título                               | Club            | País            | Año  |
| ------------------------------------ | --------------- | --------------- | ---- |
| Liga de Fútbol de la República Checa | AC Sparta Praga | República Checa | 2024 |
| Copa de la República Checa           | AC Sparta Praga | República Checa | 2024 |